# BB Radio
BB Radio – jedyna obecna w dwóch landach prywatna rozgłośnia radiowa w regionie Berlin-Brandenburgia. Studio znajduje się w Poczdamie w dzielnicy Babelsberg. Według badania Media-Analyse 2012/2 BB Radio słuchało przeciętnie 215 000 słuchaczy i jest od lat liderem w regionie wśród radiostacji prywatnych.

## Obszar nadawania
Obszarem nadawania jest Berlin i Brandenburgia. W zasięgu nadajników BB Radio znajduje się 6,5 miliona mieszkańców.
Regionalizacja/Częstotliwość UKF:
| Częstośliwość | Region                   | Nadajnik                    | Moc     |
| ------------- | ------------------------ | --------------------------- | ------- |
| 107,5 MHz     | Berlin i Poczdam         | Wannsee-Schäferberg         | 13 kW   |
| 104,3 MHz     | Prignitz i Ruppiner Land | Buchholz-Klein Woltersdorf  | 100 kW  |
| 107,8 MHz     | Oderland                 | Booßen                      | 30 kW   |
| 103,7 MHz     | Oderland                 | Diehlo-Meuselberge          | 0,63 kW |
| 107,2 MHz     | Niederlausitz            | Calau                       | 100 kW  |
| 90,9 MHz      | Brandenburg an der Havel | Rhinow-Rhinower Berge       | 0,8 kW  |
| 105,0 MHz     | Brandenburg an der Havel | Krahne-Krahner Heide        | 3 kW    |
| 107,9 MHz     | Nord-Ost                 | Oranienburg-Zehlendorf      | 5 kW    |
| 95,4 MHz      | Nord-Ost                 | Oranienburg-Zehlendorf      | 1,25 kW |
| 102,1 MHz     | Nord-Ost                 | Casekow-Luckow-Tuleier Berg | 10 kW   |

Poza tym program radia jest dostępny w sieciach kablowych oraz jako radio internetowe.